# Придворные дамы Российской империи
Придворные дамы Российской империи — дамы, состоявшие в придворном штате при императорском дворе и имевшие дамские звания (чины).

## Иерархия
Придворные женские звания (чины) были введены императором Петром I. Прежний теремной штат царицы, состоявший из боярынь, мамушек, кормилиц, постельниц и т. д. был упразднён. Новые звания имели немецкие корни, но на их учреждение повлияло и устройство французского двора, который император наблюдал самолично. Де-факто новые звания являлись женскими чинами, но де-юре не были представлены ни в первой, ни в последующих редакциях Табели о рангах как таблице, то есть не сопоставлялись с чинами лиц мужского пола.
Иерархия придворных чинов женского пола в сопоставлении с жёнами высших чиновников и военных была представлена в текстовом изложении, в 10-м пункте указа, которым была учреждена Табель о рангах. Наивысшее положение занимала «обер-гофмейстерина у Ея Величества»; действительные статс-дамы (то есть «действительно обретающиеся в чинах своих») следовали за жёнами действительных тайных советников, действительные камер-девицы приравнены к жёнам президентов от коллегий, гоф-дамы — к жёнам бригадиров, гоф-девицы — к жёнам полковников.
В дальнейшем сложилась следующая иерархия женских придворных чинов.
1. Обер-гофмейстерина. Первое назначение — В. М. Арсеньева, 1727[4].
2. Гофмейстерина. Первое назначение — А. И. Бестужева-Рюмина, 1748[5].
3. Статс-дама. Первое назначение — М. Я. Строганова, назначена Петром I[6].
4. Камер-фрейлина (камер-девица)[7]. Первое назначение — Трот-Фон-Трейден, 1730[8].
5. Фрейлина. Первое назначение — в 1744 году.

Павел I своим указом от 30 декабря 1796 года поставил во главе придворного женского штата обер-гофмейстерину, в распоряжении которой находились гофмейстерина, 12 статс-дам и 12 фрейлин. В дальнейшем количество фрейлин постоянно возрастало. Так, в 1826 году насчитывалось уже 104 фрейлины.

## Характеристика

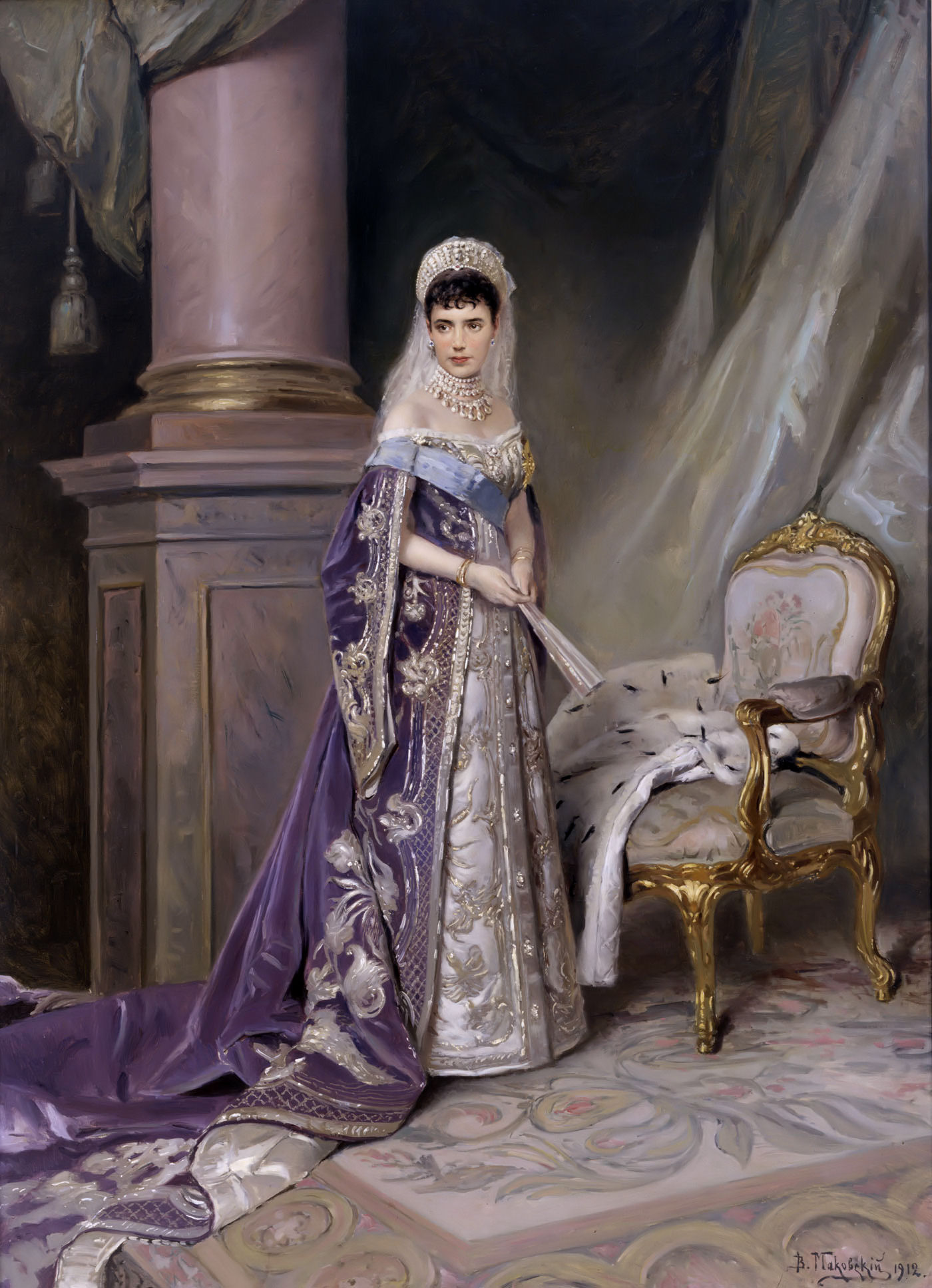
Императрица Мария Федоровна в придворном наряде, стилизованном под сарафан и кокошник (по образцу, установленному Николаем I). Подобный наряд надевали и императрицы, и великие княжны, и фрейлины (красный и белый цвета).

Фрейлина — было званием, жалующимся наиболее часто (1881 год: 189 фрейлин из 203 придворных дам со званиями; 1914 год: 261 из 280). Камер-фрейлинами и фрейлинами могли быть только незамужние. Лишь немногим из них в замужестве давалось более высокое звание; остальные по выходе замуж отчислялись от двора. В 1826 году Николай I установил комплект фрейлин — 36 человек. Часть «комплектных» фрейлин назначалась «состоять» при императрицах, великих княгинях и великих княжнах (эти фрейлины назывались свитными). Из фрейлинской свиты назначались воспитательницы великих княжон.
Камер-фрейлины — фрейлины более высокого ранга (обычно 2-5 человек), приравнивающиеся в придворной иерархии к статс-дамам.
Статс-дамы — вторая по численности группа дам (1914 год: 14 человек), как правило — жены крупных чинов. Большинство из них было «кавалерственными дамами» — имели орден Святой Екатерины или другие награды. Многие из них числились в отпуску. Ни камер-фрейлины, ни статс-дамы никаких определённых обязанностей при дворе не несли.
Гофмейстерины и обер-гофмейстерины — как правило, дамы, занимавшие одноимённые придворные должности и заведовавшие придворным дамским штатом и канцеляриями императриц и великих княгинь. Одной из их обязанностей было представление императрицам дам, явившихся на аудиенцию. С 1880-х гг. этих званий никто не имел, а соответствующие должности исполняли лица из числа статс-дам, а при дворах великих княгинь — даже дамы, вообще не имевшие придворных званий. Гофмейстерины, статс-дамы и камер-фрейлины имели общий титул — Ваше Высокопревосходительство.
В парадных случаях придворные дамы должны были быть одеты в шитые золотом и серебром платья строго установленного (в 1834 г. Николаем I) фасона, цвета и материала. Гофмейстерины, статс-дамы и фрейлины носили на правой стороне груди портрет императрицы (т. н. «портретные дамы»). Фрейлины получали и носили шифры императриц или великих княгинь, при которых они состояли. В XVIII в. привилегией фрейлин было право носить локоны.

## Комментарии
1. ↑  При Петре I были назначены только статс-дамы. Пожалование иных женских чинов было произведено после Петра I.